# Lebeckia halenbergensis
Lebeckia halenbergensis är en ärtväxtart som beskrevs av Hermann Merxmüller och Annelis Schreiber. Lebeckia halenbergensis ingår i släktet Lebeckia och familjen ärtväxter. Inga underarter finns listade i Catalogue of Life.